# Coca de Alba
Coca de Alba – gmina w Hiszpanii, w prowincji Salamanka, w Kastylii i León, o powierzchni 10,47 km². W 2011 roku gmina liczyła 109 mieszkańców.